# Partido Socialdemócrata (Luxemburgo)
El Partido Socialdemócrata (en luxemburgués: Sozialdemokratesch Partei, en francés: Parti Social Démocrate, en alemán: Sozialdemokratische Partei), abreviado como PSD, fue un partido político socialdemócrata en Luxemburgo, activo entre 1971 y 1984.

## Historia
El PSD fue fundado en marzo de 1971 como una escisión del ala derecha del Partido Socialista de los Trabajadores de Luxemburgo (LSAP) que tenía una orientación centrista. El grupo abandonó el LSAP en oposición a la creciente facción izquierdista del LSAP, que se oponía a formar coaliciones con el Partido Popular Social Cristiano (CSV) y defendía coaliciones con el Partido Comunista a nivel comunal.
La escisión fue encabezada por Henry Cravatte, quien había sido expulsado como presidente del LSAP en mayo de 1970. En total, seis de los dieciocho diputados del LSAP se unieron al nuevo partido, incluidos Albert Bousser y Astrid Lulling. También desertó una sexta parte de los consejeros comunales del LSAP.
El partido participó en las elecciones de 1974, obteniendo el 9,2% de los votos y ganando cinco escaños, empatando con el Partido Comunista, que había sido el cuarto partido durante mucho tiempo en la política luxemburguesa. El resultado de las elecciones fue que el LSAP formó una coalición con el Partido Demócrata. En las elecciones de 1979, el PSD perdió tres de sus escaños ante un CSV renaciente. En las elecciones europeas celebradas el mismo día, el PSD no logró obtener un escaño, pero superó al Partido Comunista en el quinto lugar.
Antes de poder participar en otras elecciones, el partido se disolvió en 1984. Algunos de sus miembros, incluido Cravatte, regresaron al LSAP, mientras que otros, como Lulling, se unieron al CSV

## Resultados electorales

### Elecciones generales
|  | 9.20 % |

|  | 5.98 % |

### Elecciones al parlamento europeo
| Año  | Votos       | %            | Escaños | +/–   | Gobierno           |
| ---- | ----------- | ------------ | ------- | ----- | ------------------ |
| 1979 | 68,289 (#4) | \| \| 7 % \| | 0/6     | Nuevo | Extraparlamentario |
|      | 7 %         |              |         |       |                    |